# Andrej Schyhalka
Andrej Schyhalka (belarussisch Андрэй Аляксандравіч Жыгалка; * 18. September 1985 in Minsk) ist ein belarussischer Schachspieler und -trainer.
Er ist der Bruder von Sjarhej Schyhalka (* 1989), der ebenfalls Schachgroßmeister ist.
Die belarussische Einzelmeisterschaft konnte er 2011 gewinnen. Er spielte bei sieben Schacholympiaden: 2004 und 2016. Außerdem nahm er 2013 an der Europäischen Mannschaftsmeisterschaft teil.
In Tschechien spielte er für BŠŠ Frýdek-Místek (2011/12 bis 2016/17).
| Hier fehlt eine Grafik, die leider im Moment aus technischen Gründen nicht angezeigt werden kann. Wir arbeiten daran! |